# Zimní paralympijské hry 1994
Zimní paralympijské hry 1994, oficiálně VI. zimní paralympijské hry (norsky Paralympiske vinterleker 1994), se konaly v norském Lillehammeru. Slavnostní zahájení proběhlo 10. března 1994, ukončení se pak uskutečnilo 19. března 1994.
Byly to druhé paralympijské hry v Norsku, po Zimních paralympijských hrách 1980 v Geile.

## Seznam sportů
- Biathlon
- Běh na lyžích
- Sledge hokej
- Alpské lyžování
- Sledge rychlobruslení

## Pořadí národů
Konečná tabulka počtu medailí udělených na Zimních paralympijských hrách 1994 podle údajů Mezinárodního paralympijského výboru. Státy jsou řazeny podle počtu zlatých medailí, pokud jsou počty zlatých medailí stejné je rozhodováno podle stříbných, popřípadě bronzových medailí. Pokud se všechny kritéria shodují země si pořadí podělí.
| Pořadí | Země               | Zlato | Stříbro | Bronz | Celkem |
| ------ | ------------------ | ----- | ------- | ----- | ------ |
| 1.     | Norsko             | 29    | 22      | 13    | 64     |
| 2.     | Německo            | 25    | 21      | 18    | 64     |
| 3.     | USA                | 24    | 12      | 7     | 43     |
| 4.     | Francie            | 14    | 6       | 11    | 31     |
| 5.     | Rusko              | 10    | 12      | 8     | 30     |
| 6.     | Rakousko           | 7     | 16      | 12    | 35     |
| 7.     | Finsko             | 7     | 6       | 11    | 24     |
| 8.     | Švédsko            | 3     | 3       | 2     | 8      |
| 9.     | Austrálie          | 3     | 2       | 4     | 9      |
| 10.    | Nový Zéland        | 3     | 0       | 3     | 6      |
| 11.    | Švýcarsko          | 2     | 9       | 5     | 16     |
| 12.    | Polsko             | 2     | 3       | 5     | 10     |
| 13.    | Španělsko          | 1     | 6       | 3     | 10     |
| 14.    | Kanada             | 1     | 2       | 5     | 8      |
| 15.    | Nizozemsko         | 1     | 0       | 3     | 4      |
| 16.    | Dánsko             | 1     | 0       | 2     | 3      |
| 17.    | Itálie             | 0     | 7       | 6     | 13     |
| 18.    | Japonsko           | 0     | 3       | 3     | 6      |
| 19.    | Slovensko          | 0     | 3       | 2     | 5      |
| 20.    | Kazachstán         | 0     | 1       | 0     | 1      |
| 21.    | Spojené království | 0     | 0       | 5     | 5      |
| 22.    | Belgie             | 0     | 0       | 1     | 1      |
| 22.    | Česko              | 0     | 0       | 1     | 1      |
| 22.    | Estonsko           | 0     | 0       | 1     | 1      |
| 22.    | Lichtenštejnsko    | 0     | 0       | 1     | 1      |

## Česko na ZPH 1994
Česko reprezentovalo 6 paralympioniků.
Čestí medailisté
| Medaile | Sportovec       | Sport           | Disciplína | Kategorie |
| ------- | --------------- | --------------- | ---------- | --------- |
| Bronz   | Stanislav Loska | alpské lyžování | slalom     | LW6/8     |